# ۹۵۵ (میلادی)
۹۵۵ (میلادی) نهصد و پنجاه و پنجمین سال تقویم میلادی است.

## درگذشتگان
- ۲۳ نوامبر - ادرد، شاه انگلستان
- آگاپتوس دوم، پاپ کلیسای کاتولیک روم

‎